# Формула-1 — Чемпіонат 1994
Формула-1 1994 року — сезон чемпіонату світу з автоперегонів у класі Формула-1, який проводився під егідою FIA. Чемпіонат відбувся у період з березня по листопад та складався з 16 Гран-прі. Сезон розпочався на Гран-прі Бразилії 27 березня та закінчився на Гран-прі Австралії 13 листопада. Міхаель Шумахер здобув свій перший титул із семи. Кубок конструкторів виборола команда Williams-Renault.
1994 рік став одним із найтрагічніших сезонів в історії Формули-1. На Гран-прі Сан-Марино загинули австрійський новачок Роланд Ратценбергер і бразильський триразовий чемпіон світу Айртон Сенна, тоді як у ряді інших інцидентів протягом сезону отримали травми пілоти, механіки, глядачі, а також один із маршалів на трасі. Згодом FIA внесла радикальні зміни до правил і положень Формули-1, намагаючись покращити безпеку.

## Команди та пілоти
Наступні команди та пілоти брали участь у Чемпіонаті світу 1994 року. Постачальник шин для всіх команд — Goodyear.
| Команда                                | Конструктор       | Шасі         | Двигун                                                      | №  | Пілот                  | Гран-прі    |
| -------------------------------------- | ----------------- | ------------ | ----------------------------------------------------------- | -- | ---------------------- | ----------- |
| Rothmans Williams Renault              | Williams-Renault  | FW16 FW16B   | Renault RS6 3.5 V10                                         | 0  | Деймон Гілл            | Всі         |
| Rothmans Williams Renault              | Williams-Renault  | FW16 FW16B   | Renault RS6 3.5 V10                                         | 2  | Айртон Сенна           | 1–3         |
| Rothmans Williams Renault              | Williams-Renault  | FW16 FW16B   | Renault RS6 3.5 V10                                         | 2  | Девід Култгард         | 5–6, 8–13   |
| Rothmans Williams Renault              | Williams-Renault  | FW16 FW16B   | Renault RS6 3.5 V10                                         | 2  | Найджел Менселл        | 7, 14–16    |
| Tyrrell Racing Organisation            | Tyrrell-Yamaha    | 022          | Yamaha OX10B 3.5 V10                                        | 3  | Укіо Катаяма           | Всі         |
| Tyrrell Racing Organisation            | Tyrrell-Yamaha    | 022          | Yamaha OX10B 3.5 V10                                        | 4  | Марк Бланделл          | Всі         |
| Mild Seven Benetton Ford               | Benetton-Ford     | B194         | Ford EC Zetec-R 3.5 V8                                      | 5  | Міхаель Шумахер        | 1–11, 14–16 |
| Mild Seven Benetton Ford               | Benetton-Ford     | B194         | Ford EC Zetec-R 3.5 V8                                      | 5  | Юркі Ярвілехто         | 12–13       |
| Mild Seven Benetton Ford               | Benetton-Ford     | B194         | Ford EC Zetec-R 3.5 V8                                      | 6  | Йос Ферстаппен         | 1–2, 7–14   |
| Mild Seven Benetton Ford               | Benetton-Ford     | B194         | Ford EC Zetec-R 3.5 V8                                      | 6  | Юркі Ярвілехто         | 3–6         |
| Mild Seven Benetton Ford               | Benetton-Ford     | B194         | Ford EC Zetec-R 3.5 V8                                      | 6  | Джонні Герберт         | 15–16       |
| Marlboro McLaren Peugeot               | McLaren-Peugeot   | MP4/9        | Peugeot A6 3.5 V10                                          | 7  | Міка Гаккінен          | 1–9, 11–16  |
| Marlboro McLaren Peugeot               | McLaren-Peugeot   | MP4/9        | Peugeot A6 3.5 V10                                          | 7  | Філіпп Алліо           | 10          |
| Marlboro McLaren Peugeot               | McLaren-Peugeot   | MP4/9        | Peugeot A6 3.5 V10                                          | 8  | Мартін Брандл          | Всі         |
| Footwork Ford                          | Footwork-Ford     | FA15         | Ford HBE7/8 3.5 V8                                          | 9  | Крістіан Фіттіпальді   | Всі         |
| Footwork Ford                          | Footwork-Ford     | FA15         | Ford HBE7/8 3.5 V8                                          | 10 | Джанні Морбіделлі      | Всі         |
| Team Lotus                             | Lotus-Mugen-Honda | 107C 109     | Mugen Honda MF-351 HC 3.5 V10 Mugen Honda MF-351 HD 3.5 V10 | 11 | Педро Ламі             | 1–4         |
| Team Lotus                             | Lotus-Mugen-Honda | 107C 109     | Mugen Honda MF-351 HC 3.5 V10 Mugen Honda MF-351 HD 3.5 V10 | 11 | Алессандро Дзанарді    | 5–10, 12    |
| Team Lotus                             | Lotus-Mugen-Honda | 107C 109     | Mugen Honda MF-351 HC 3.5 V10 Mugen Honda MF-351 HD 3.5 V10 | 11 | Філіпп Адамс           | 11, 13      |
| Team Lotus                             | Lotus-Mugen-Honda | 107C 109     | Mugen Honda MF-351 HC 3.5 V10 Mugen Honda MF-351 HD 3.5 V10 | 11 | Ерік Бернар            | 14          |
| Team Lotus                             | Lotus-Mugen-Honda | 107C 109     | Mugen Honda MF-351 HC 3.5 V10 Mugen Honda MF-351 HD 3.5 V10 | 11 | Міка Сало              | 15–16       |
| Team Lotus                             | Lotus-Mugen-Honda | 107C 109     | Mugen Honda MF-351 HC 3.5 V10 Mugen Honda MF-351 HD 3.5 V10 | 12 | Джонні Герберт         | 1–13        |
| Team Lotus                             | Lotus-Mugen-Honda | 107C 109     | Mugen Honda MF-351 HC 3.5 V10 Mugen Honda MF-351 HD 3.5 V10 | 12 | Алессандро Дзанарді    | 14–16       |
| Sasol Jordan                           | Jordan-Hart       | 194          | Hart 1035 3.5 V10                                           | 14 | Рубенс Баррікелло      | Всі         |
| Sasol Jordan                           | Jordan-Hart       | 194          | Hart 1035 3.5 V10                                           | 15 | Едді Ірвайн            | 1, 5–16     |
| Sasol Jordan                           | Jordan-Hart       | 194          | Hart 1035 3.5 V10                                           | 15 | Аґурі Судзукі          | 2           |
| Sasol Jordan                           | Jordan-Hart       | 194          | Hart 1035 3.5 V10                                           | 15 | Андреа де Чезаріс      | 3–4         |
| Tourtel Larrousse F1                   | Larrousse-Ford    | LH94         | Ford HBF7/8 3.5 V8                                          | 19 | Олів'є Беретта         | 1–10        |
| Tourtel Larrousse F1                   | Larrousse-Ford    | LH94         | Ford HBF7/8 3.5 V8                                          | 19 | Філіпп Алліо           | 11          |
| Tourtel Larrousse F1                   | Larrousse-Ford    | LH94         | Ford HBF7/8 3.5 V8                                          | 19 | Яннік Дальма           | 12–13       |
| Tourtel Larrousse F1                   | Larrousse-Ford    | LH94         | Ford HBF7/8 3.5 V8                                          | 19 | Хідекі Нода            | 14–16       |
| Tourtel Larrousse F1                   | Larrousse-Ford    | LH94         | Ford HBF7/8 3.5 V8                                          | 20 | Ерік Кома              | 1–15        |
| Tourtel Larrousse F1                   | Larrousse-Ford    | LH94         | Ford HBF7/8 3.5 V8                                          | 20 | Жан-Дені Делетраз      | 16          |
| Minardi Scuderia Italia                | Minardi-Ford      | M193B M194   | Ford HBC7/8 3.5 V8                                          | 23 | П'єрлуїджі Мартіні     | Всі         |
| Minardi Scuderia Italia                | Minardi-Ford      | M193B M194   | Ford HBC7/8 3.5 V8                                          | 24 | Мікеле Альборето       | Всі         |
| Ligier Gitanes Blondes                 | Ligier-Renault    | JS39B        | Renault RS6 3.5 V10                                         | 25 | Ерік Бернар            | 1–13        |
| Ligier Gitanes Blondes                 | Ligier-Renault    | JS39B        | Renault RS6 3.5 V10                                         | 25 | Джонні Герберт         | 14          |
| Ligier Gitanes Blondes                 | Ligier-Renault    | JS39B        | Renault RS6 3.5 V10                                         | 25 | Франк Лаґорс           | 15–16       |
| Ligier Gitanes Blondes                 | Ligier-Renault    | JS39B        | Renault RS6 3.5 V10                                         | 26 | Олів'є Паніс           | Всі         |
| Scuderia Ferrari                       | Ferrari           | 412T1 412T1B | Ferrari 041 3.5 V12 Ferrari 043 3.5 V12                     | 27 | Жан Алезі              | 1, 4–16     |
| Scuderia Ferrari                       | Ferrari           | 412T1 412T1B | Ferrari 041 3.5 V12 Ferrari 043 3.5 V12                     | 27 | Нікола Ларіні          | 2–3         |
| Scuderia Ferrari                       | Ferrari           | 412T1 412T1B | Ferrari 041 3.5 V12 Ferrari 043 3.5 V12                     | 28 | Герхард Бергер         | Всі         |
| Broker Sauber Mercedes Sauber Mercedes | Sauber-Mercedes   | C13          | Mercedes-Benz 2175B 3.5 V10                                 | 29 | Карл Вендлінгер        | 1–4         |
| Broker Sauber Mercedes Sauber Mercedes | Sauber-Mercedes   | C13          | Mercedes-Benz 2175B 3.5 V10                                 | 29 | Андреа де Чезаріс      | 6–14        |
| Broker Sauber Mercedes Sauber Mercedes | Sauber-Mercedes   | C13          | Mercedes-Benz 2175B 3.5 V10                                 | 29 | Юркі Ярвілехто         | 15–16       |
| Broker Sauber Mercedes Sauber Mercedes | Sauber-Mercedes   | C13          | Mercedes-Benz 2175B 3.5 V10                                 | 30 | Гайнц-Гаральд Френтцен | Всі         |
| MTV Simtek Ford                        | Simtek-Ford       | S941         | Ford HBD6 3.5 V8                                            | 31 | Девід Бребем           | Всі         |
| MTV Simtek Ford                        | Simtek-Ford       | S941         | Ford HBD6 3.5 V8                                            | 32 | Роланд Ратценбергер    | 1–3         |
| MTV Simtek Ford                        | Simtek-Ford       | S941         | Ford HBD6 3.5 V8                                            | 32 | Андреа Монтерміні      | 5           |
| MTV Simtek Ford                        | Simtek-Ford       | S941         | Ford HBD6 3.5 V8                                            | 32 | Жан-Марк Гунон         | 7–13        |
| MTV Simtek Ford                        | Simtek-Ford       | S941         | Ford HBD6 3.5 V8                                            | 32 | Доменіко Ск'ятарелла   | 14, 16      |
| MTV Simtek Ford                        | Simtek-Ford       | S941         | Ford HBD6 3.5 V8                                            | 32 | Такі Іноуе             | 15          |
| Pacific Grand Prix                     | Pacific-Ilmor     | PR01         | Ilmor 2175A 3.5 V10                                         | 33 | Поль Бельмондо         | Всі         |
| Pacific Grand Prix                     | Pacific-Ilmor     | PR01         | Ilmor 2175A 3.5 V10                                         | 34 | Бертран Гашо           | Всі         |
| Джерело:                               |                   |              |                                                             |    |                        |             |

## Календар
| №        | Гран-прі                  | Траса                                  | Дата         |
| -------- | ------------------------- | -------------------------------------- | ------------ |
| 1        | Гран-прі Бразилії         | Інтерлагус, Сан-Паулу                  | 27 березня   |
| 2        | Гран-прі Тихого океану    | Міжнародна траса Окаями, Мімасака      | 17 квітня    |
| 3        | Гран-прі Сан-Марино       | Автодром Енцо та Діно Феррарі, Імола   | 1 травня     |
| 4        | Гран-прі Монако           | Міська траса Монте-Карло, Монте-Карло  | 15 травня    |
| 5        | Гран-прі Іспанії          | Каталунья, Монмало                     | 29 травня    |
| 6        | Гран-прі Канади           | Автодром імені Жиля Вільнева, Монреаль | 12 червня    |
| 7        | Гран-прі Франції          | Невер Маньї-Кур, Маньї-Кур             | 3 липня      |
| 8        | Гран-прі Великої Британії | Автодром Сільверстоун, Сільверстоун    | 10 липня     |
| 9        | Гран-прі Німеччини        | Гоккенгаймринг, Гоккенгайм             | 31 липня     |
| 10       | Гран-прі Угорщини         | Хунгароринг, Модьород                  | 14 серпня    |
| 11       | Гран-прі Бельгії          | Спа-Франкоршам, Спа                    | 28 серпня    |
| 12       | Гран-прі Італії           | Автодром Монца, Монца                  | 11 вересня   |
| 13       | Гран-прі Португалії       | Ешторільський автодром, Ешторіл        | 25 вересня   |
| 14       | Гран-прі Європи           | Херес, Херес-де-ла-Фронтера            | 16 жовтня    |
| 15       | Гран-прі Японії           | Міжнародний автодром Судзуки, Судзука  | 6 листопада  |
| 16       | Гран-прі Австралії        | Вулична траса Аделаїди, Аделаїда       | 13 листопада |
| Джерело: |                           |                                        |              |

### Зміни в календарі
- Гран-прі Південної Африки було скасовано через кілька місяців після того, як траса К'яламі була продана Південноафриканській автомобільній асоціації в липні 1993 рок. В організації вирішили, що проведення перегонів Формули-1 є надто дорогим.[5]

- Гран-прі Європи, що було заплановане на 17 квітня на трасі Донінгтон Парку було скасоване та замінене на Гран-прі Тихого океану. Гонка була проведена на Міжнародній трасі Окаями в Японії.[5]

- Гран-прі Іспанії та Гран-прі Монако помінялися місцями в календарі.

- Гран-прі Аргентини спочатку було заплановане на 16 жовтня, але було скасоване 1 червня через те, що на автодромі Буенос-Айреса, який проходив модернізацію з 1991 року, ще тривали роботи.[5][6]

- Гран-прі Європи повернулося до календаря як заміна скасованого Гран-прі Аргентини. Гонка була проведена 16 жовтня на трасі Хереса.[5][6]

## Напередодні чемпіонату
З 1994 року в історії Формули-1 практично почалася нова епоха. Першою причиною цього став поступовий відхід старих фаворитів (Нельсона Піке, Найджела Менселла, Алена Проста, Ріккардо Патрезе) і подальше висування на перші ролі тих, хто раніше був у їх тіні: Деймон Гілла, Міхаеля Шумахера, Мікі Гаккінена, Жана Алезі. Другим чинником була кардинальна зміна технічного регламенту. Ще на Гран-Прі Канади 1993 «FIA» видала бюлетень, в якому вказувала, що автомобілі всіх команд, окрім BMS (безпросвітного аутсайдера) не відповідають технічним вимогам, так як оснащені різними електронними системами, що допомагають гонщикові при управлінні автомобілем: traction control, ABS, електронною коробкою передач, активною підвіскою. Починаючи з сезону 1994 року, використання цих систем заборонялося. Одночасно була дозволена дозаправка паливом в ході гонки.
При зміні правил «FIA» оголосила, що переслідує цим благородну мету: зрівняти шанси малих команд, у яких не вистачало грошей для розробки електроніки, і визнаних лідерів. Але до того часу, майже всі команди обзавелися електронікою, і після зміни правил їм знову довелося витрачати великі кошти для розробки шасі, що відповідають новим правилам. Шасі ці порівняно з попередніми моделями були практично некеровані. Це і призвело до трагічних аварій у ході сезону. «FIA», що так ґрунтовно скомпрометувала себе необачною зміною правил, продовжувала викликати шквал критики на свою адресу, вводячи під час сезону все нові і нові заборони й обмеження, покликані знизити швидкість, і, таким чином, підвищити безпеку змагань, хоча достатньо було знову реабілітувати електронні системи.

## Гран-прі чемпіонату

### Гран-прі Бразилії
Чемпіонат відкрився гонкою в Бразилії 27 березня. Айртон Сенна, що перейшов у цьому сезоні у «Вільямс», стартував з поул-позиції (1:15.962) і якийсь час лідирував, але після піт-стопа опинився позаду Шумахера. Переслідуючи його, на п'ятдесят п'ятому колі Сенна зробив помилку і зійшов. В результаті Шумахер перетнув фінішну лінію, випередивши другого Гілла на одне коло. Алезі також відстав на коло, а Рубенс Барікелло, Укіо Катаяма і Карл Вендлінгер, що зайняли місця з четвертого по шосте — на два.

### Гран-прі Тихого океану
Другий етап чемпіонату пройшов 17 квітня на новій для Формули-1 трасі Танака в Японії. Офіційно гонка називалася Гран-прі Тихого океану і була введена в календар через величезну популярність Формули-1 в Японії. Поул-позицію знову зайняв Сенна, але вже на старті, отримавши відчутний поштовх від Гаккінена, опинився на узбіччі і остаточно вибув з боротьби, коли в його «Вільямс» в'їхала «Феррарі» Ніколи Ларіні. Гілл також зійшов після інциденту з Гаккіненом, коли спробував обігнати фіна в боротьбі за друге місце. Перешкодити Шумахеру, здобути перемогу, не зміг більше ніхто: Герхард Бергер, єдиний, хто залишився в тому ж колі, відстав на 1:15.300. Барікелло фінішував третім і після двох етапів займав сенсаційне друге місце в чемпіонаті. Крістіан Фіттіпальді став четвертим, Гайнц-Гаральд Френтцен — п'ятим, Ерік Кома — шостим.

### Гран-прі Сан-Марино

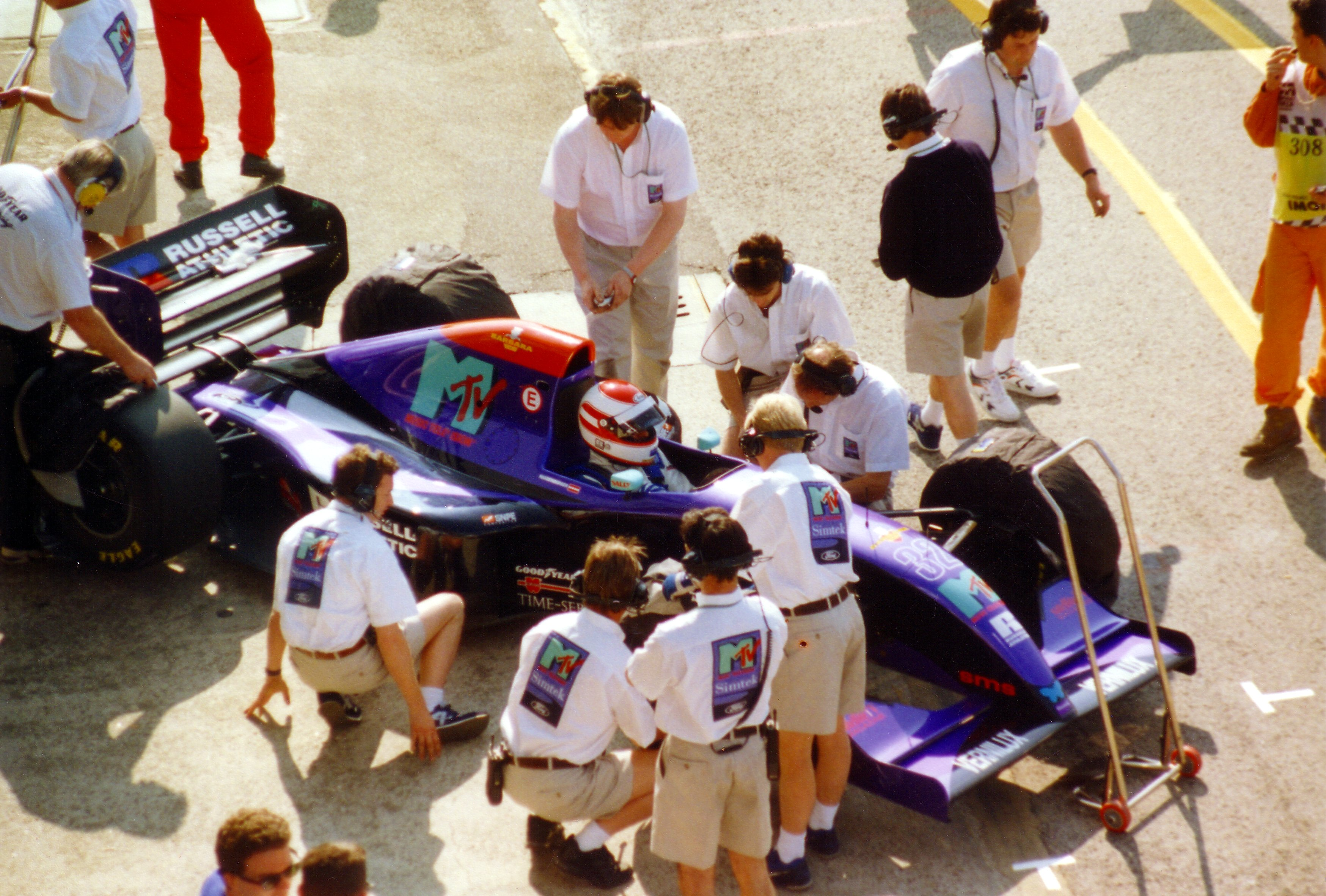
Роланд Ратценбергер був смертельно травмований в кваліфікації після аварії, яка була спричинена пошкодженням переднього антикрила.

Під час кваліфікації перед третім етапом — Гран-Прі Сан-Марино — під час першої кваліфікаційної сесії для визначення порядку старту гонки, Рубенс Барікелло, пілот команди «Джордан», зачепив край узбіччя повороту «Варіанте Басса» (італ. Variante Bassa) — і на швидкості 225 км/год злетів у повітря. У суботу, на останній двадцятихвилинній кваліфікаційній сесії сталася ще одна аварія Роланда Ратценбергера. Гонщик помер, причому, за офіційною версією, смерть настала в лікарні.
На початку гонки заглох «Бенеттон» Юркі Ярвілехто. Більшість гонщиків зуміли уникнути зіткнення з фіном, проте Педро Ламі занадто пізно побачив Ярвілехто, що залишився стояти на стартовій решітці, і врізався у нього. Внаслідок аварії дев'ятеро осіб отримали незначні травми від частини уламків болідів, що перелетіли через дорожнє огородження призначене для захисту глядачів на стартовій прямій. Після рестарту, болід команди «Вільямс» під управлінням Айртона Сенни, який був на той момент серед лідерів у гонці, проходячи поворот «Тамбурелло» (італ. Tamburello) зірвалася з траси і на величезній швидкості врізався у бетонну стіну. Згідно з показаннями телеметрії, у момент зриву швидкість боліду була близько 306 км/год, після цього Сенна встиг загальмувати і уповільнити болід, але швидкість на момент удару в стіну склала 211 км/год. Незабаром він помер у госпіталі. Після його аварії гонка була продовжена, і Шумахер знову виборов перемогу. Другим перетнув фінішну лінію Ларіні, третім — Гаккінен.

### Гран-прі Монако
Після загибелі Сенни проведення Гран-прі Монако було під загрозою. Етап все ж таки відбувся, і у вільних заїздах в четвер у важку аварію потрапив Вендлінгер, після цього знаходився в комі дев'ятнадцять днів. Команда «Sauber» була знята з цього Гран-прі, «Williams» і «Simtek» виставили по одному учаснику. Шумахер знову здобув перемогу, другим перетнув фінішну лінію Мартін Брандл, третім — Бергер.

### Гран-прі Іспанії
Після подій, в результаті яких сталося шість важких аварій і було втрачено два людські життя, «FIA» вжила заходів щодо збільшення безпеки перегонів. До Гран-прі Іспанії були зменшені розміри передніх антикрил, змінено профіль днища, що різко зменшило притискуючу силу. Результат — ще дві аварії: на тестах — Педро Ламі, в кваліфікації — Андреа Монтерміні. На Гран-прі Іспанії 1994 року Шумахеру не вдалося здобути чергову перемогу, через проблеми з коробкою передач, які дали про себе знати незадовго до фінішу. Переміг Гілл, випередивши німця на 24,166 с; Марк Бланделл фінішував третім.
Після перших п'яти етапів Шумахер мав 46 очок, Гілл — 17. За ними йшли два гонщика «Ferrari»: Бергер з 10 очками і Алезі з 9. Барікелло, що чудово почав сезон, не отримав жодного очка з Гран-прі Тихого Океану і був відтиснутий вже на п'яте місце (7 очок). Ларіні і Брандл ділили між собою шосте й сьоме місця з 6 очками кожен. Команда «Benetton» мала в заліку Кубка конструкторів 46 очок, «Ferrari» — 25, «Williams» — 17. На четверте місце вибралася команда «Jordan» з 11 очками, на одне випереджаючи «McLaren». 8 очок було на рахунку «Tyrrell».

### Гран-прі Канади
Напередодні Гран-прі Канади були зроблені чергові заходи щодо зниження швидкості: у верхніх повітрозаборниках були зроблені прорізи, що різко знижувало кількість повітря, що надходило до двигунів, і, відповідно, їх потужність. Шумахер приписав до свого рахунку ще один «score parfait» (Поул-позиція, найкраще коло в гонці і перемога). Гілл фінішував другим, відставши на 39,660 с. Пара «Ferrari» — Алезі і Бергер — фінішувала з часом 1 хв 13,338 с і 1 хв 15,609 відповідно, а Девід Култгард, що замінив Сенну з минулого етапу, прийшов п'ятим. Ярвілехто на шостому місці отримав єдине очко в сезоні.

## Результати та положення в заліках

### Гран-прі
| №        | Гран-прі                  | Поул-позиція      | Швидке коло     | Переможець      | Конструктор      | Звіт |
| -------- | ------------------------- | ----------------- | --------------- | --------------- | ---------------- | ---- |
| 1        | Гран-прі Бразилії         | Айртон Сенна      | Міхаель Шумахер | Міхаель Шумахер | Benetton-Ford    | Звіт |
| 2        | Гран-прі Тихого океану    | Айртон Сенна      | Міхаель Шумахер | Міхаель Шумахер | Benetton-Ford    | Звіт |
| 3        | Гран-прі Сан-Марино       | Айртон Сенна      | Деймон Гілл     | Міхаель Шумахер | Benetton-Ford    | Звіт |
| 4        | Гран-прі Монако           | Міхаель Шумахер   | Міхаель Шумахер | Міхаель Шумахер | Benetton-Ford    | Звіт |
| 5        | Гран-прі Іспанії          | Міхаель Шумахер   | Міхаель Шумахер | Деймон Гілл     | Williams-Renault | Звіт |
| 6        | Гран-прі Канади           | Міхаель Шумахер   | Міхаель Шумахер | Міхаель Шумахер | Benetton-Ford    | Звіт |
| 7        | Гран-прі Франції          | Деймон Гілл       | Деймон Гілл     | Міхаель Шумахер | Benetton-Ford    | Звіт |
| 8        | Гран-прі Великої Британії | Деймон Гілл       | Деймон Гілл     | Деймон Гілл     | Williams-Renault | Звіт |
| 9        | Гран-прі Німеччини        | Герхард Бергер    | Девід Култгард  | Герхард Бергер  | Ferrari          | Звіт |
| 10       | Гран-прі Угорщини         | Міхаель Шумахер   | Міхаель Шумахер | Міхаель Шумахер | Benetton-Ford    | Звіт |
| 11       | Гран-прі Бельгії          | Рубенс Баррікелло | Деймон Гілл     | Деймон Гілл     | Williams-Renault | Звіт |
| 12       | Гран-прі Італії           | Жан Алезі         | Деймон Гілл     | Деймон Гілл     | Williams-Renault | Звіт |
| 13       | Гран-прі Португалії       | Герхард Бергер    | Девід Култгард  | Деймон Гілл     | Williams-Renault | Звіт |
| 14       | Гран-прі Європи           | Міхаель Шумахер   | Міхаель Шумахер | Міхаель Шумахер | Benetton-Ford    | Звіт |
| 15       | Гран-прі Японії           | Міхаель Шумахер   | Деймон Гілл     | Деймон Гілл     | Williams-Renault | Звіт |
| 16       | Гран-прі Австралії        | Найджел Менселл   | Міхаель Шумахер | Найджел Менселл | Williams-Renault | Звіт |
| Джерело: |                           |                   |                 |                 |                  |      |

### Пілоти
Очки отримують перші шість пілотів.
| Позиція | 1-ша | 2-га | 3-тя | 4-та | 5-та | 6-та |
| Очки    | 10   | 6    | 4    | 3    | 2    | 1    |

| Поз.     | Пілот                  | БРА  | ТИХ  | СМР  | МОН  | ІСП  | КАН  | ФРА  | ВЕЛ  | НІМ  | УГО  | БЕЛ  | ІТА  | ПОР  | ЄВР  | ЯПО  | АВС  | Очки |
| -------- | ---------------------- | ---- | ---- | ---- | ---- | ---- | ---- | ---- | ---- | ---- | ---- | ---- | ---- | ---- | ---- | ---- | ---- | ---- |
| 1        | Міхаель Шумахер        | 1    | 1    | 1    | 1    | 2    | 1    | 1    | ДСК  | Схід | 1    | ДСК  |      |      | 1    | 2    | Схід | 92   |
| 2        | Деймон Гілл            | 2    | Схід | 6    | Схід | 1    | 2    | 2    | 1    | 8    | 2    | 1    | 1    | 1    | 2    | 1    | Схід | 91   |
| 3        | Герхард Бергер         | Схід | 2    | Схід | 3    | Схід | 4    | 3    | Схід | 1    | 12†  | Схід | 2    | Схід | 5    | Схід | 2    | 41   |
| 4        | Міка Гаккінен          | Схід | Схід | 3    | Схід | Схід | Схід | Схід | 3    | Схід |      | 2    | 3    | 3    | 3    | 7    | 12†  | 26   |
| 5        | Жан Алезі              | 3    |      |      | 5    | 4    | 3    | Схід | 2    | Схід | Схід | Схід | Схід | Схід | 10   | 3    | 6    | 24   |
| 6        | Рубенс Баррікелло      | 4    | 3    | НКВ  | Схід | Схід | 7    | Схід | 4    | Схід | Схід | Схід | 4    | 4    | 12   | Схід | 4    | 19   |
| 7        | Мартін Брандл          | Схід | Схід | 8    | 2    | 11†  | Схід | Схід | Схід | Схід | 4†   | Схід | 5    | 6    | Схід | Схід | 3    | 16   |
| 8        | Девід Култгард         |      |      |      |      | Схід | 5    |      | 5    | Схід | Схід | 4    | 6†   | 2    |      |      |      | 14   |
| 9        | Найджел Менселл        |      |      |      |      |      |      | Схід |      |      |      |      |      |      | Схід | 4    | 1    | 13   |
| 10       | Йос Ферстаппен         | Схід | Схід |      |      |      |      | Схід | 8    | Схід | 3    | 3    | Схід | 5    | Схід |      |      | 10   |
| 11       | Олів'є Паніс           | 11   | 9    | 11   | 9    | 7    | 12   | Схід | 12   | 2    | 6    | 7    | 10   | ДСК  | 9    | 11   | 5    | 9    |
| 12       | Марк Бланделл          | Схід | Схід | 9    | Схід | 3    | 10†  | 10   | Схід | Схід | 5    | 5    | Схід | Схід | 13   | Схід | Схід | 8    |
| 13       | Гайнц-Гаральд Френтцен | Схід | 5    | 7    | Від  | Схід | Схід | 4    | 7    | Схід | Схід | Схід | Схід | Схід | 6    | 6    | 7    | 7    |
| 14       | Нікола Ларіні          |      | Схід | 2    |      |      |      |      |      |      |      |      |      |      |      |      |      | 6    |
| 15       | Крістіан Фіттіпальді   | Схід | 4    | 13†  | Схід | Схід | ДСК  | 8    | 9    | 4    | 14†  | Схід | Схід | 8    | 17   | 8    | 8    | 6    |
| 16       | Едді Ірвайн            | Схід |      |      |      | 6    | Схід | Схід | НС   | Схід | Схід | 13†  | Схід | 7    | 4    | 5    | Схід | 6    |
| 17       | Укіо Катаяма           | 5    | Схід | 5    | Схід | Схід | Схід | Схід | 6    | Схід | Схід | Схід | Схід | Схід | 7    | Схід | Схід | 5    |
| 18       | Ерік Бернар            | Схід | 10   | 12   | Схід | 8    | 13   | Схід | 13   | 3    | 10   | 10   | 7    | 10   | 18   |      |      | 4    |
| 19       | Карл Вендлінгер        | 6    | Схід | 4    | НС   |      |      |      |      |      |      |      |      |      |      |      |      | 4    |
| 20       | Андреа де Чезаріс      |      |      | Схід | 4    |      | Схід | 6    | Схід | Схід | Схід | Схід | Схід | Схід | Схід |      |      | 4    |
| 21       | П'єрлуїджі Мартіні     | 8    | Схід | Схід | Схід | 5    | 9    | 5    | 10   | Схід | Схід | 8    | Схід | 12   | 15   | Схід | 9    | 4    |
| 22       | Джанні Морбіделлі      | Схід | Схід | Схід | Схід | Схід | Схід | Схід | Схід | 5    | Схід | 6    | Схід | 9    | 11   | Схід | Схід | 3    |
| 23       | Ерік Кома              | 9    | 6    | Схід | 10   | Схід | Схід | 11†  | Схід | 6    | 8    | Схід | 8    | Схід | Схід | 9    |      | 2    |
| 24       | Юркі Ярвілехто         |      |      | Схід | 7    | Схід | 6    |      |      |      |      |      | 9    | Схід |      | Схід | 10   | 1    |
| 25       | Мікеле Альборето       | Схід | Схід | Схід | 6    | Схід | 11   | Схід | Схід | Схід | 7    | 9    | Схід | 13   | 14   | Схід | Схід | 1    |
| —        | Джонні Герберт         | 7    | 7    | 10   | Схід | Схід | 8    | 7    | 11   | Схід | Схід | 12   | Схід | 11   | 8    | Схід | Схід | 0    |
| —        | Олів'є Беретта         | Схід | Схід | Схід | 8    | НС   | Схід | Схід | 14   | 7    | 9    |      |      |      |      |      |      | 0    |
| —        | Педро Ламі             | 10   | 8    | Схід | 11   |      |      |      |      |      |      |      |      |      |      |      |      | 0    |
| —        | Жан-Марк Гунон         |      |      |      |      |      |      | 9    | 16   | Схід | Схід | 11   | Схід | 15   |      |      |      | 0    |
| —        | Алессандро Дзанарді    |      |      |      |      | 9    | 15   | Схід | Схід | Схід | 13   |      | Схід |      | 16   | 13   | Схід | 0    |
| —        | Девід Бребем           | 12   | Схід | Схід | Схід | 10   | 14   | Схід | 15   | Схід | 11   | Схід | Схід | Схід | Схід | 12   | Схід | 0    |
| —        | Міка Сало              |      |      |      |      |      |      |      |      |      |      |      |      |      |      | 10   | Схід | 0    |
| —        | Роланд Ратценбергер    | НКВ  | 11   | НС   |      |      |      |      |      |      |      |      |      |      |      |      |      | 0    |
| —        | Франк Лаґорс           |      |      |      |      |      |      |      |      |      |      |      |      |      |      | Схід | 11   | 0    |
| —        | Яннік Дальма           |      |      |      |      |      |      |      |      |      |      |      | Схід | 14   |      |      |      | 0    |
| —        | Філіпп Адамс           |      |      |      |      |      |      |      |      |      |      | Схід |      | 16   |      |      |      | 0    |
| —        | Доменіко Ск'ятарелла   |      |      |      |      |      |      |      |      |      |      |      |      |      | 19   |      | Схід | 0    |
| —        | Бертран Гашо           | Схід | НКВ  | Схід | Схід | Схід | Схід | НКВ  | НКВ  | НКВ  | НКВ  | НКВ  | НКВ  | НКВ  | НКВ  | НКВ  | НКВ  | 0    |
| —        | Айртон Сенна           | Схід | Схід | Схід |      |      |      |      |      |      |      |      |      |      |      |      |      | 0    |
| —        | Хідекі Нода            |      |      |      |      |      |      |      |      |      |      |      |      |      | Схід | Схід | Схід | 0    |
| —        | Поль Бельмондо         | НКВ  | НКВ  | НКВ  | Схід | Схід | НКВ  | НКВ  | НКВ  | НКВ  | НКВ  | НКВ  | НКВ  | НКВ  | НКВ  | НКВ  | НКВ  | 0    |
| —        | Філіпп Алліо           |      |      |      |      |      |      |      |      |      | Схід | Схід |      |      |      |      |      | 0    |
| —        | Аґурі Судзукі          |      | Схід |      |      |      |      |      |      |      |      |      |      |      |      |      |      | 0    |
| —        | Такі Іноуе             |      |      |      |      |      |      |      |      |      |      |      |      |      |      | Схід |      | 0    |
| —        | Жан-Дені Делетраз      |      |      |      |      |      |      |      |      |      |      |      |      |      |      |      | Схід | 0    |
| —        | Андреа Монтерміні      |      |      |      |      | НКВ  |      |      |      |      |      |      |      |      |      |      |      | 0    |
| Поз.     | Пілот                  | БРА  | ТИХ  | СМР  | МОН  | ІСП  | КАН  | ФРА  | ВЕЛ  | НІМ  | УГО  | БЕЛ  | ІТА  | ПОР  | ЄВР  | ЯПО  | АВС  | Очки |
| Джерело: |                        |      |      |      |      |      |      |      |      |      |      |      |      |      |      |      |      |      |

| Приклад      | Опис                                                              |
| ------------ | ----------------------------------------------------------------- |
| 1            | Переможець                                                        |
| 2            | Друге місце                                                       |
| 3            | Третє місце                                                       |
| 5            | Фінішував у очковій зоні                                          |
| 12           | Фінішував поза очковою зоною                                      |
| НКЛ          | Фінішував, але не класифікований                                  |
| Схід         | Не фінішував і не класифікований                                  |
| НКВ          | Не кваліфікований                                                 |
| НПКВ         | Не передкваліфікований                                            |
| ДСК          | Дискваліфікований                                                 |
| ТТР          | Брав участь тільки в тренуваннях                                  |
| тест         | Тестер по п'ятницях (з 2003 року)                                 |
| НС           | Брав участь у Гран-прі як бойовий пілот, але не стартував у гонці |
| Т            | Травмований чи хворий                                             |
| Викл         | Виключений із протоколу                                           |
| Від          | Відмова від участі                                                |
| НТР          | Не брав участі в тренуваннях                                      |
| НПР          | Не прибув на Гран-прі                                             |
| С            | Гонка скасована                                                   |
|              | Не брав участі                                                    |
| Жирний шрифт | Поул-позиція                                                      |
| Курсив       | Швидке коло                                                       |

Примітки:
- — Пілоти, що не фінішували на Гран-прі, але були класифіковані, оскільки подолали понад 90 % дистанції.

### Конструктори
| Поз.     | Конструктор       | №  | БРА  | ТИХ  | СМР  | МОН  | ІСП  | КАН  | ФРА  | ВЕЛ  | НІМ  | УГО  | БЕЛ  | ІТА  | ПОР  | ЄВР  | ЯПО  | АВС  | Очки |
| -------- | ----------------- | -- | ---- | ---- | ---- | ---- | ---- | ---- | ---- | ---- | ---- | ---- | ---- | ---- | ---- | ---- | ---- | ---- | ---- |
| 1        | Williams-Renault  | 0  | 2    | Схід | 6    | Схід | 1    | 2    | 2    | 1    | 8    | 2    | 1    | 1    | 1    | 2    | 1    | Схід | 118  |
| 1        | Williams-Renault  | 2  | Схід | Схід | Схід |      | Схід | 5    | Схід | 5    | Схід | Схід | 4    | 6†   | 2    | Схід | 4    | 1    | 118  |
| 2        | Benetton-Ford     | 5  | 1    | 1    | 1    | 1    | 2    | 1    | 1    | ДСК  | Схід | 1    | ДСК  | 9    | Схід | 1    | 2    | Схід | 103  |
| 2        | Benetton-Ford     | 6  | Схід | Схід | Схід | 7    | Схід | 6    | Схід | 8    | Схід | 3    | 3    | Схід | 5    | Схід | Схід | Схід | 103  |
| 3        | Ferrari           | 27 | 3    | Схід | 2    | 5    | 4    | 3    | Схід | 2    | Схід | Схід | Схід | Схід | Схід | 10   | 3    | 6    | 71   |
| 3        | Ferrari           | 28 | Схід | 2    | Схід | 3    | Схід | 4    | 3    | Схід | 1    | 12†  | Схід | 2    | Схід | 5    | Схід | 2    | 71   |
| 4        | McLaren-Peugeot   | 7  | Схід | Схід | 3    | Схід | Схід | Схід | Схід | 3    | Схід | Схід | 2    | 3    | 3    | 3    | 7    | 12†  | 42   |
| 4        | McLaren-Peugeot   | 8  | Схід | Схід | 8    | 2    | 11†  | Схід | Схід | Схід | Схід | 4†   | Схід | 5    | 6    | Схід | Схід | 3    | 42   |
| 5        | Jordan-Hart       | 14 | 4    | 3    | НКВ  | Схід | Схід | 7    | Схід | 4    | Схід | Схід | Схід | 4    | 4    | 12   | Схід | 4    | 28   |
| 5        | Jordan-Hart       | 15 | Схід | Схід | Схід | 4    | 6    | Схід | Схід | НС   | Схід | Схід | 13†  | Схід | 7    | 4    | 5    | Схід | 28   |
| 6        | Ligier-Renault    | 25 | Схід | 10   | 12   | Схід | 8    | 13   | Схід | 13   | 3    | 10   | 10   | 7    | 10   | 8    | Схід | 11   | 13   |
| 6        | Ligier-Renault    | 26 | 11   | 9    | 11   | 9    | 7    | 12   | Схід | 12   | 2    | 6    | 7    | 10   | ДСК  | 9    | 11   | 5    | 13   |
| 7        | Tyrrell-Yamaha    | 3  | 5    | Схід | 5    | Схід | Схід | Схід | Схід | 6    | Схід | Схід | Схід | Схід | Схід | 7    | Схід | Схід | 13   |
| 7        | Tyrrell-Yamaha    | 4  | Схід | Схід | 9    | Схід | 3    | 10†  | 10   | Схід | Схід | 5    | 5    | Схід | Схід | 13   | Схід | Схід | 13   |
| 8        | Sauber-Mercedes   | 29 | 6    | Схід | 4    | НС   |      | Схід | 6    | Схід | Схід | Схід | Схід | Схід | Схід | Схід | Схід | 10   | 12   |
| 8        | Sauber-Mercedes   | 30 | Схід | 5    | 7    | Від  | Схід | Схід | 4    | 7    | Схід | Схід | Схід | Схід | Схід | 6    | 6    | 7    | 12   |
| 9        | Footwork-Ford     | 9  | Схід | 4    | 13†  | Схід | Схід | ДСК  | 8    | 9    | 4    | 14†  | Схід | Схід | 8    | 17   | 8    | 8    | 9    |
| 9        | Footwork-Ford     | 10 | Схід | Схід | Схід | Схід | Схід | Схід | Схід | Схід | 5    | Схід | 6    | Схід | 9    | 11   | Схід | Схід | 9    |
| 10       | Minardi-Ford      | 23 | 8    | Схід | Схід | Схід | 5    | 9    | 5    | 10   | Схід | Схід | 8    | Схід | 12   | 15   | Схід | 9    | 5    |
| 10       | Minardi-Ford      | 24 | Схід | Схід | Схід | 6    | Схід | 11   | Схід | Схід | Схід | 7    | 9    | Схід | 13   | 14   | Схід | Схід | 5    |
| 11       | Larrousse-Ford    | 19 | Схід | Схід | Схід | 8    | НС   | Схід | Схід | 14   | 7    | 9    | Схід | Схід | 14   | Схід | Схід | Схід | 2    |
| 11       | Larrousse-Ford    | 20 | 9    | 6    | Схід | 10   | Схід | Схід | 11†  | Схід | 6    | 8    | Схід | 8    | Схід | Схід | 9    | Схід | 2    |
| —        | Lotus-Mugen-Honda | 11 | 10   | 8    | Схід | 11   | 9    | 15   | Схід | Схід | Схід | 13   | Схід | Схід | 16   | 16   | 13   | Схід | 0    |
| —        | Lotus-Mugen-Honda | 12 | 7    | 7    | 10   | Схід | Схід | 8    | 7    | 11   | Схід | Схід | 12   | Схід | 11   | 18   | 10   | Схід | 0    |
| —        | Simtek-Ford       | 31 | 12   | Схід | Схід | Схід | 10   | 14   | Схід | 15   | Схід | 11   | Схід | Схід | Схід | Схід | 12   | Схід | 0    |
| —        | Simtek-Ford       | 32 | НКВ  | 11   | НС   |      | НКВ  |      | 9    | 16   | Схід | Схід | 11   | Схід | 15   | 19   | Схід | Схід | 0    |
| —        | Pacific-Ilmor     | 33 | НКВ  | НКВ  | НКВ  | Схід | Схід | НКВ  | НКВ  | НКВ  | НКВ  | НКВ  | НКВ  | НКВ  | НКВ  | НКВ  | НКВ  | НКВ  | 0    |
| —        | Pacific-Ilmor     | 34 | Схід | НКВ  | Схід | Схід | Схід | Схід | НКВ  | НКВ  | НКВ  | НКВ  | НКВ  | НКВ  | НКВ  | НКВ  | НКВ  | НКВ  | 0    |
| Поз.     | Конструктор       | №  | БРА  | ТИХ  | СМР  | МОН  | ІСП  | КАН  | ФРА  | ВЕЛ  | НІМ  | УГО  | БЕЛ  | ІТА  | ПОР  | ЄВР  | ЯПО  | АВС  | Очки |
| Джерело: |                   |    |      |      |      |      |      |      |      |      |      |      |      |      |      |      |      |      |      |

| Приклад      | Опис                                                              |
| ------------ | ----------------------------------------------------------------- |
| 1            | Переможець                                                        |
| 2            | Друге місце                                                       |
| 3            | Третє місце                                                       |
| 5            | Фінішував у очковій зоні                                          |
| 12           | Фінішував поза очковою зоною                                      |
| НКЛ          | Фінішував, але не класифікований                                  |
| Схід         | Не фінішував і не класифікований                                  |
| НКВ          | Не кваліфікований                                                 |
| НПКВ         | Не передкваліфікований                                            |
| ДСК          | Дискваліфікований                                                 |
| ТТР          | Брав участь тільки в тренуваннях                                  |
| тест         | Тестер по п'ятницях (з 2003 року)                                 |
| НС           | Брав участь у Гран-прі як бойовий пілот, але не стартував у гонці |
| Т            | Травмований чи хворий                                             |
| Викл         | Виключений із протоколу                                           |
| Від          | Відмова від участі                                                |
| НТР          | Не брав участі в тренуваннях                                      |
| НПР          | Не прибув на Гран-прі                                             |
| С            | Гонка скасована                                                   |
|              | Не брав участі                                                    |
| Жирний шрифт | Поул-позиція                                                      |
| Курсив       | Швидке коло                                                       |

Примітки:
- — Пілоти, що не фінішували на Гран-прі, але були класифіковані, оскільки подолали понад 90 % дистанції.

## Виноски
1. ↑  Через відхід чинного чемпіона Алена Проста з Формули-1, номер 1 не присвоювався жодному боліду; Деймон Гілл виступав на боліді під номером 0.
2. ↑  Гайнц-Гаральд Френтцен брав участь в першій вільній практиці на Гран-прі Монако, але вирішив відмовився від подальшої участі через аварію напарника Карла Вендлінгера під час практики.
3. ↑  Гран-прі Європи спочатку мало відбутися на трасі Донінгтон Парку 17 квітня, але було скасоване. Воно повернулось до календаря 16 жовтня як заміна Гран-прі Аргентини.
4. ↑  Роланд Ратценбергер загинув в аварії, що сталася в повороті Вільнева (італ. Villeneuve Curva) під час кваліфікації  Гран-прі Сан-Марино.
5. ↑  Айртон Сенна загинув в аварії, що сталася в повороті Тамбурелло під час того, як він лідирував на Гран-прі Сан-Марино.